# 8 Mile (banda sonora)
8 Mile és la banda sonora de la pel·lícula 8 milles, film autobiogràfic d'Eminem, protagonitzat per ell mateix i per Kim Basinger, en el paper de la seva mare. Inclou entre altres cançons noves la cèlebre Lose Yourself, que va guanyar un Oscar a la millor cançó.
L'única pel·lícula d'Eminem fins al moment és 8 milles (8 mile, 2002).El film és pràcticament un biopic sobre el tema de la superació personal, en què els elements ficticis lluiten cos a cos amb els verídics, procedents de la biografia del mateix Eminem.

## Llista de cançons[3]
| #  | Títol                      | Productor(s)                                         | Cantant(s)                |
| -- | -------------------------- | ---------------------------------------------------- | ------------------------- |
| 1  | "Lose Yourself"            | Eminem, Luis Resto & Jeff Bass                       | Eminem                    |
| 2  | "Love Me"                  | Eminem                                               | Eminem/Obie Trice/50 Cent |
| 3  | "8 Mile"                   | Eminem                                               | Eminem                    |
| 4  | "Adrenaline Rush"          | Spyda                                                | Obie Trice                |
| 5  | "Places to Go"             | Eminem                                               | 50 Cent                   |
| 6  | "Rap Game"                 | Mr. Porter, Eminem                                   | D12                       |
| 7  | "8 Miles and Runnin'"      | Eminem                                               | Jay-Z featuring Freeway   |
| 8  | "Spit Shine"               | Denaun Porter                                        | Xzibit                    |
| 9  | "Time of My Life"          | Dante Ross, John Gamble, Mike Elizondo (coproductor) | Macy Gray                 |
| 10 | "U Wanna Be Me"            | Chucky Thompson, Nas                                 | Nas                       |
| 11 | "Wanksta"                  | John "J-Praize" Freeman, Sha Money XL                | 50 Cent                   |
| 12 | "Wasting My Time"          | Kellin Manning, Martin Pradler                       | Taryn Manning             |
| 13 | "R.A.K.I.M."               | Denaun Porter                                        | Rakim                     |
| 14 | "That's My Nigga fo' Real" | Dante Ross, John Gamble                              | Young Zee                 |
| 15 | "Battle"                   | DJ Premier, Guru (coproductor)                       | Gang Starr                |
| 16 | "Rabbit Run"               | Eminem, Luis Resto (coproductor)                     | Eminem                    |